# Pierre Quinon
Pierre Quinon, né le 20 février 1962 à Lyon et mort le 17 août 2011 à Hyères, est un athlète français spécialiste du saut à la perche. Détenteur, pendant quelques jours en 1983, du record du monde de la discipline avec 5,82 m, il remporte, l'année suivante, le titre olympique à l'occasion des Jeux de Los Angeles. Il est le premier perchiste à avoir demandé la hauteur de six mètres.

## Biographie
Pierre Quinon commence sa carrière d'athlète au Rhodia club athlétisme de Salaise-sur-Sanne puis rejoint la section athlétisme études de Salon-de-Provence en 1979 pour deux ans sous la direction de Louis Fabiani. En 1981, il rejoint  le groupe d'entraînement du Racing club de France dirigé par Jean-Claude Perrin. Il y retrouve notamment Patrick Abada, Jean-Michel Bellot et Thierry Vigneron, qui est alors le détenteur du record du monde avec 5,80 m. Grand espoir de la perche française, Pierre Quinon remporte la médaille d'argent des Championnats d'Europe juniors d'Utrecht en franchissant une barre à 5,30 m. Auteur de 5,70 m durant la saison 1982 et vainqueur des Championnats de France espoirs et séniors, il égale le record national de Thierry Vigneron dès l'année suivante, à l'occasion du meeting Nikaia de Nice (5,80 m). Sélectionné pour les Championnats du monde d'Helsinki en août 1983, il est éliminé d'entrée après avoir raté ses trois premiers essais. Le 28 août 1983 à Cologne, Pierre Quinon établit un nouveau record du monde de la discipline avec 5,82 m, améliorant d'un centimètre la meilleure performance mondiale détenue par le Soviétique Vladimir Polyakov depuis l'année 1981. Il échoue ensuite à trois reprises à 6,00 m, hauteur demandée pour la première fois en compétition officielle. Trois jours plus tard, lors du meeting Golden Gala de Rome, Thierry Vigneron efface d'un centimètre le record du monde de Quinon.

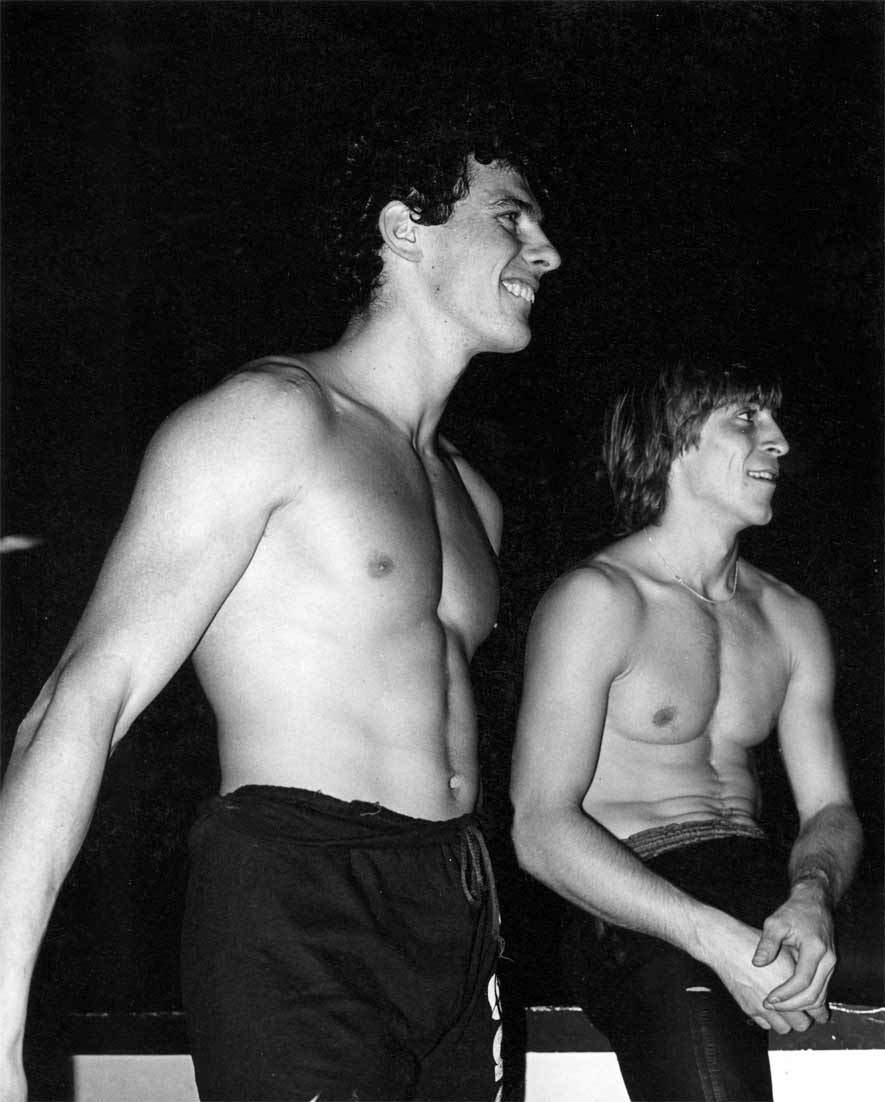
Pierre Quinon et Thierry Vigneron à l'entraînement à Colombes en février 1983

En début de saison 1984, Pierre Quinon remporte sa première médaille lors d'une compétition internationale sénior en se classant deuxième des Championnats d'Europe en salle de Göteborg avec une barre à 5,75 m, devancé de 10 centimètres par Thierry Vigneron. Champion de France pour la troisième année consécutive, il se qualifie pour les Jeux olympiques de Los Angeles, compétition marquée par l'absence de la plupart des pays du bloc communiste pour cause de boycott (la Roumanie faisant partie des exceptions), et notamment du Soviétique Sergueï Bubka, nouveau recordman du monde de la discipline avec 5,90 m. Le 8 août 1984, au Memorial Coliseum de Los Angeles, Pierre Quinon remporte la finale olympique en franchissant une barre à 5,75 m à son premier essai, l'Américain Mike Tully, échouant par trois fois à 5,80 m après avoir fait l'impasse à 5,75 m, prend la deuxième place du concours avec 5,65 m. Thierry Vigneron et l'autre Américain Earl Bell complètent le podium avec 5,60 m. Huitième athlète français champion olympique en athlétisme, Quinon succède à Guy Drut, vainqueur des Jeux de Montréal en 1976 sur 110 m haies, et devient le premier athlète tricolore à s'imposer aux Jeux olympiques dans une épreuve de saut.
Le 16 juillet 1985, Pierre Quinon établit la meilleure performance de sa carrière en franchissant 5,90 m lors du Nikaia, meeting remporté par Bubka en 5,95 m. Troisième de la Finale du Grand Prix disputée en fin de saison à Rome, il figure au deuxième rang du classement général avec 53 points. Après les résultats de l'athlétisme français en 1985, jugés moins bons par la fédération française par rapport à ceux de 1984, ceux de Pierre Quinon étant l'une des exceptions, des athlètes français publient le 26 septembre 1985 une lettre ouverte à la fédération pour protester contre un projet de "contrat" entre chaque athlète et l'instance dirigeante. Cette charte prévoit d'instaurer un programme d'entraînement détaillé avec une sorte d'obligation de performances pour chaque athlète. Critique de ce projet, Quinon déclare que la fédération ne soutient pas assez les athlètes français. D'autres cadres de l'athlétisme français adoptent une opinion proche de celle de Quinon : notamment l'athlète Laurence Elloy, pour laquelle des incitations financières ne régleront pas le problème des performances, et l'entraîneur de saut à la perche Jean-Claude Perrin, qui juge que la fédération ne doit pas rajouter un stress à des athlètes dans le doute, mais qu'elle doit plutôt les encourager.
Éloigné des pistes d'athlétisme en 1986 à la suite d'une entorse de la cheville et d'une distension des ligaments, Pierre Quinon ne parvient pas à retrouver son plus haut niveau les années suivantes. Licencié désormais à Bordeaux, il met un terme à sa carrière sportive à l'issue de la saison 1993. Installé dans le département du Var, il exerce son activité professionnelle dans une entreprise de rôtisserie à Hyères.
Pierre Quinon passionné de peinture, a commencé à créer ses œuvres, après sa rencontre en 2006, avec l'artiste Colin Raffer. Il commençe à peindre avec pour modèles et inspirations, Nicolas de Staël et Jackson Pollock.

### Mort
Pierre Quinon met fin à ses jours le 17 août 2011, à l'âge de 49 ans, en se défenestrant. Ses obsèques sont célébrées le 23 août en présence de nombreux champions dont Stéphane Diagana.

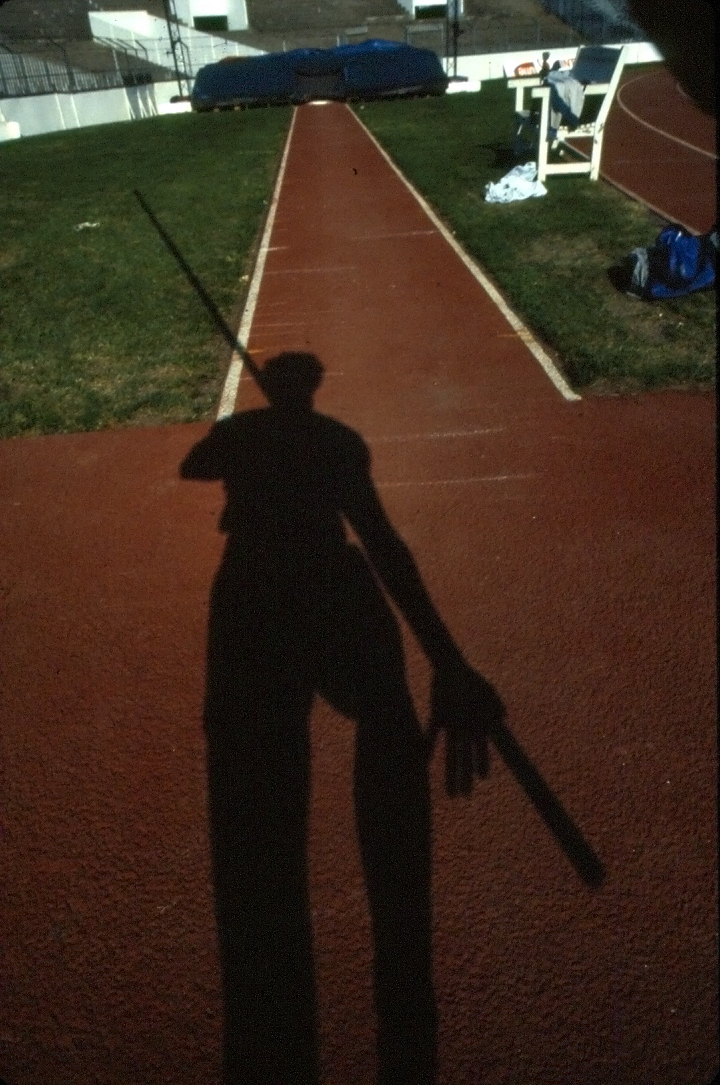
Pierre Quinon lesté d'un appareil photo par Daniel Besson, Colombes en 1984.
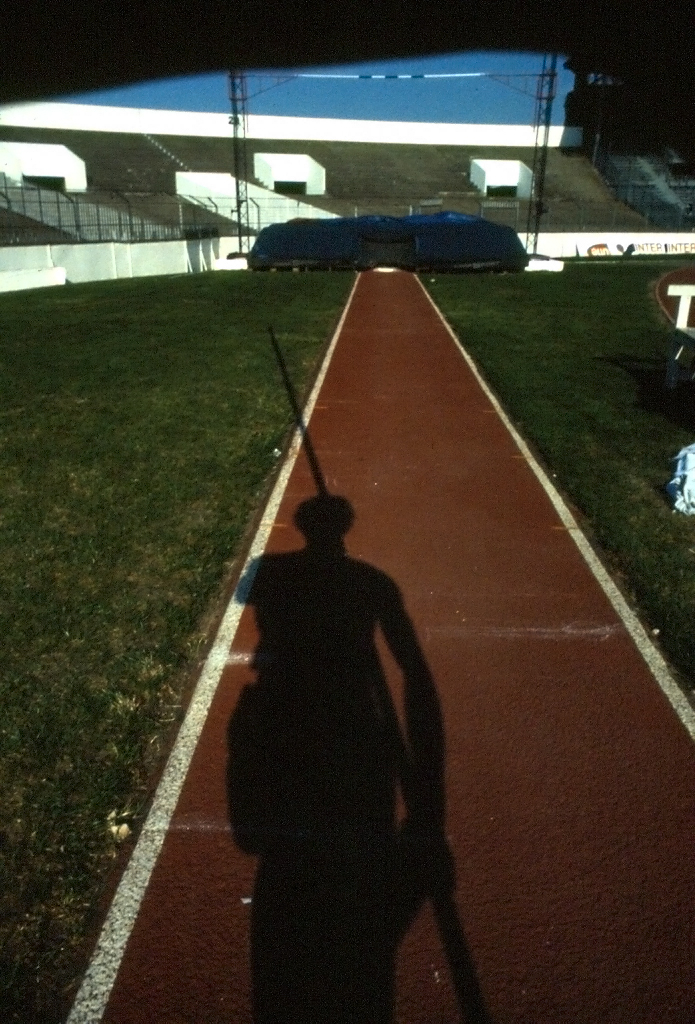
Pierre Quinon lesté d'un appareil photo.
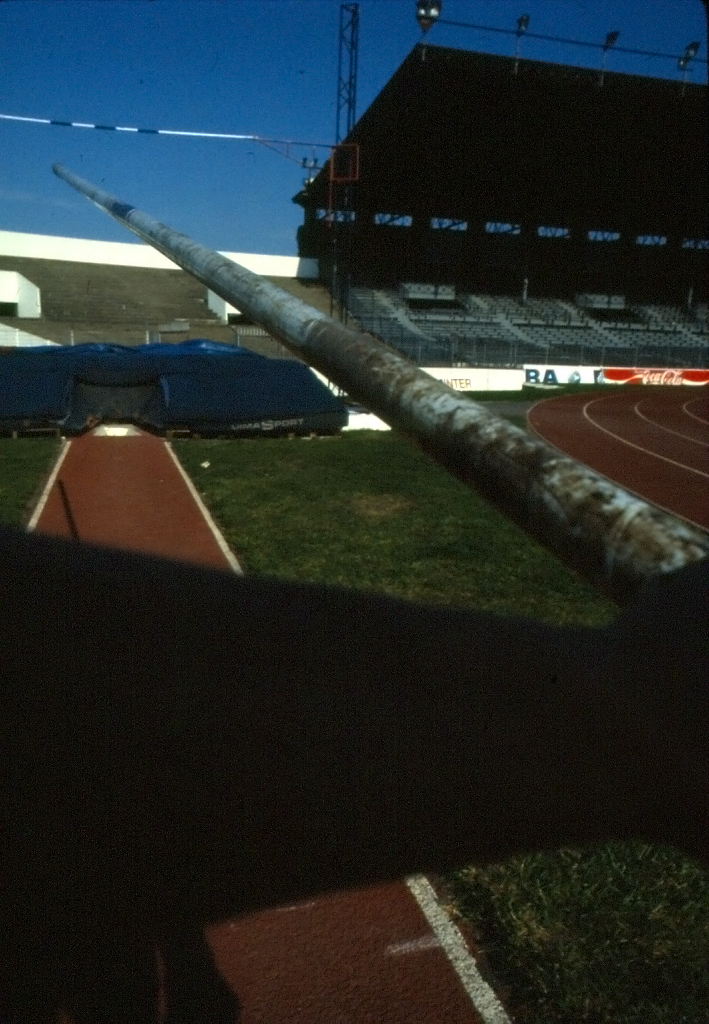
Course d'élan
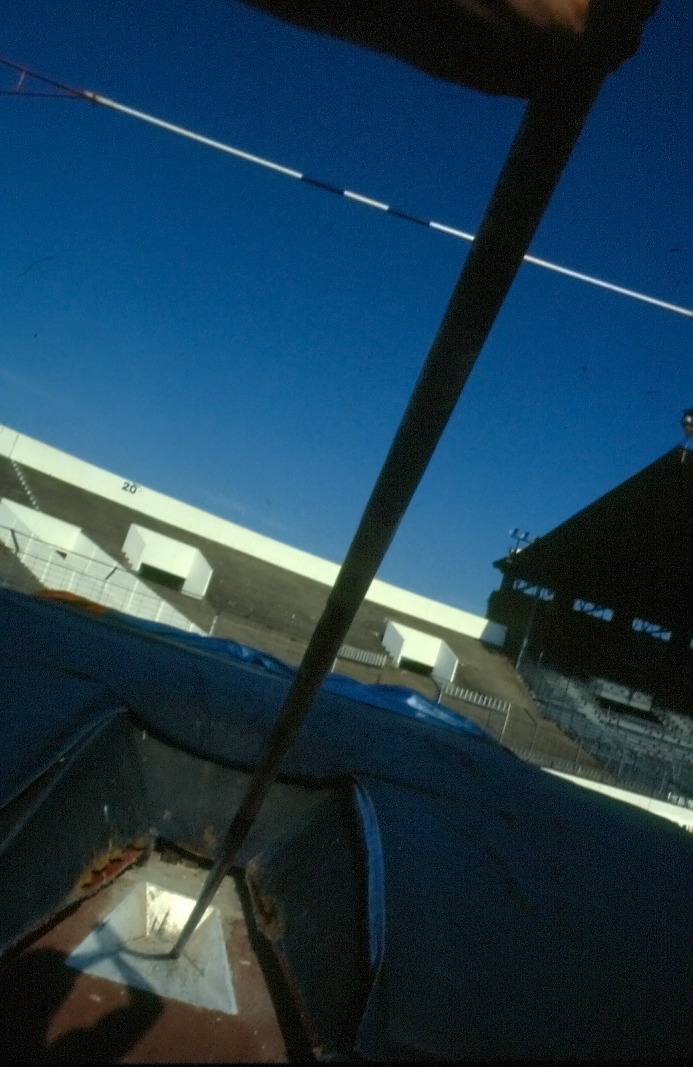
Saut de Pierre Quinon
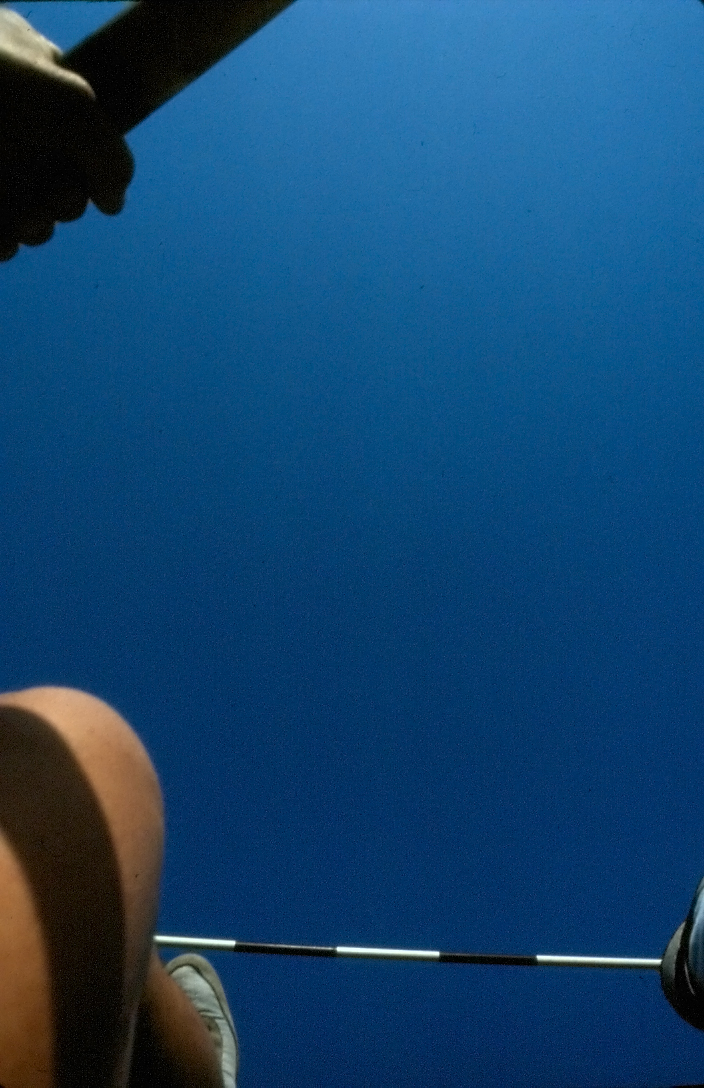
Saut de Pierre Quinon
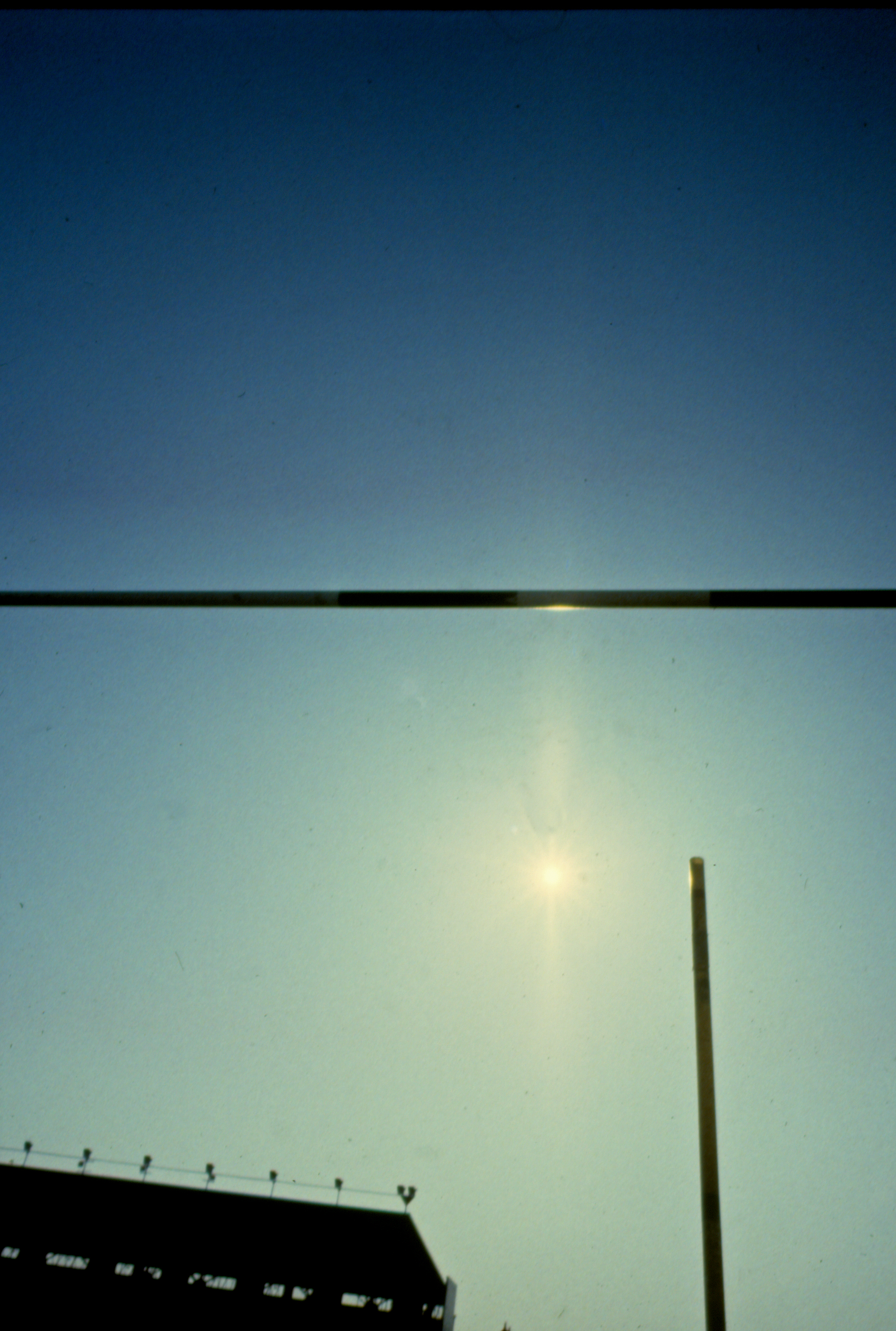
La barre franchie
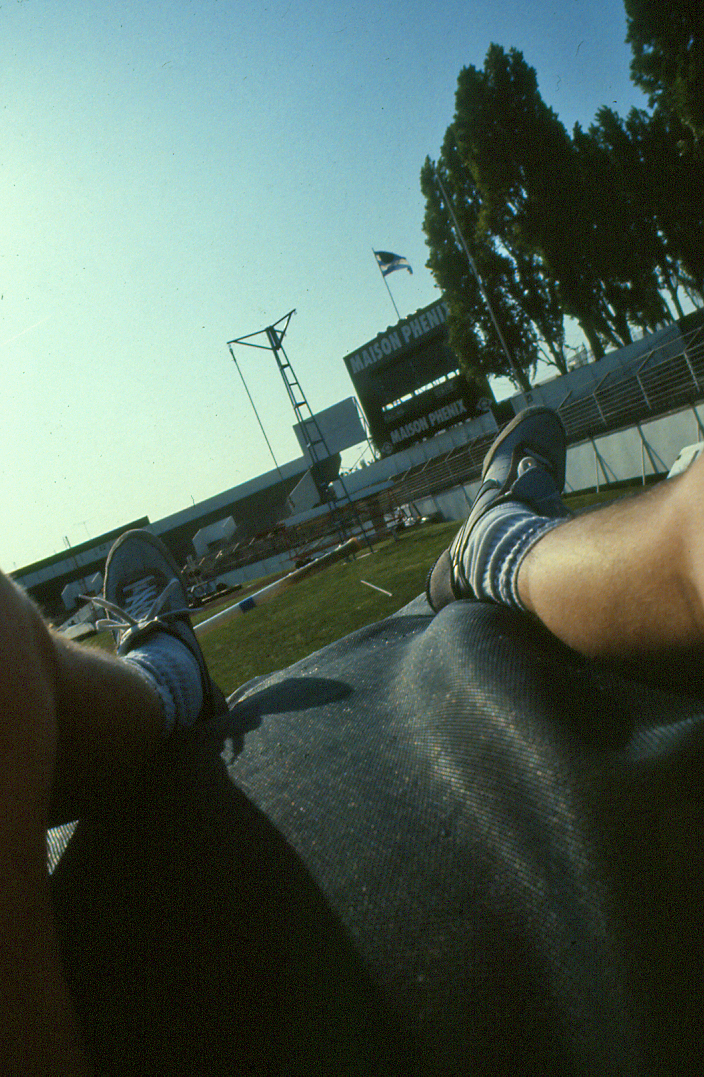
Réception du saut
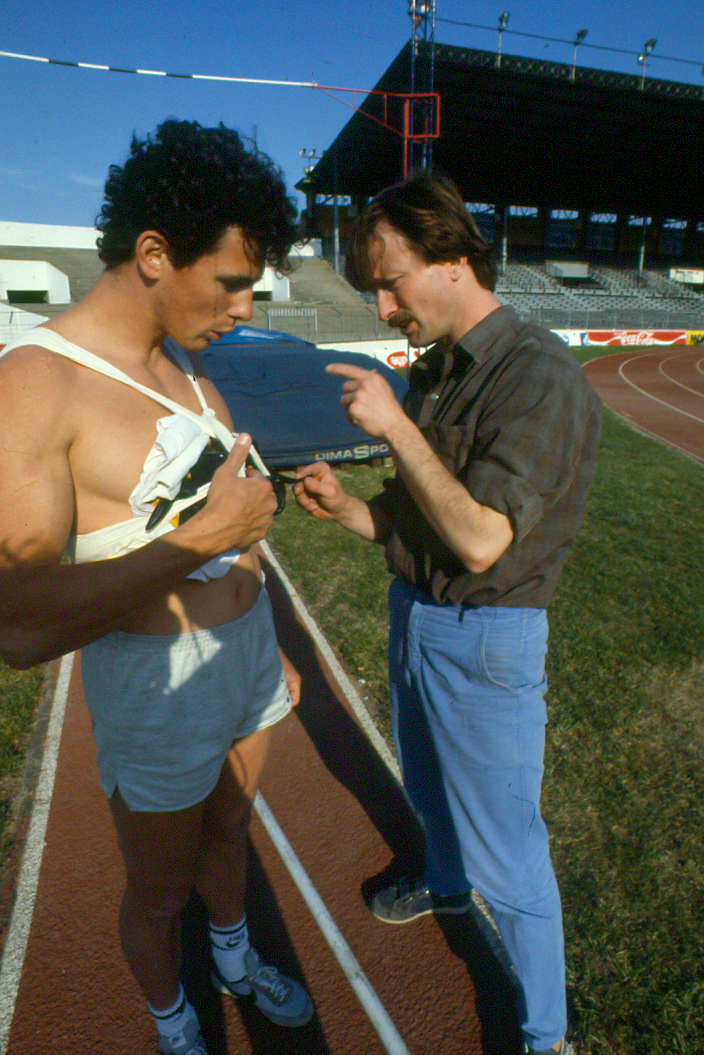
Préparation de Pierre Quinon par Daniel Besson
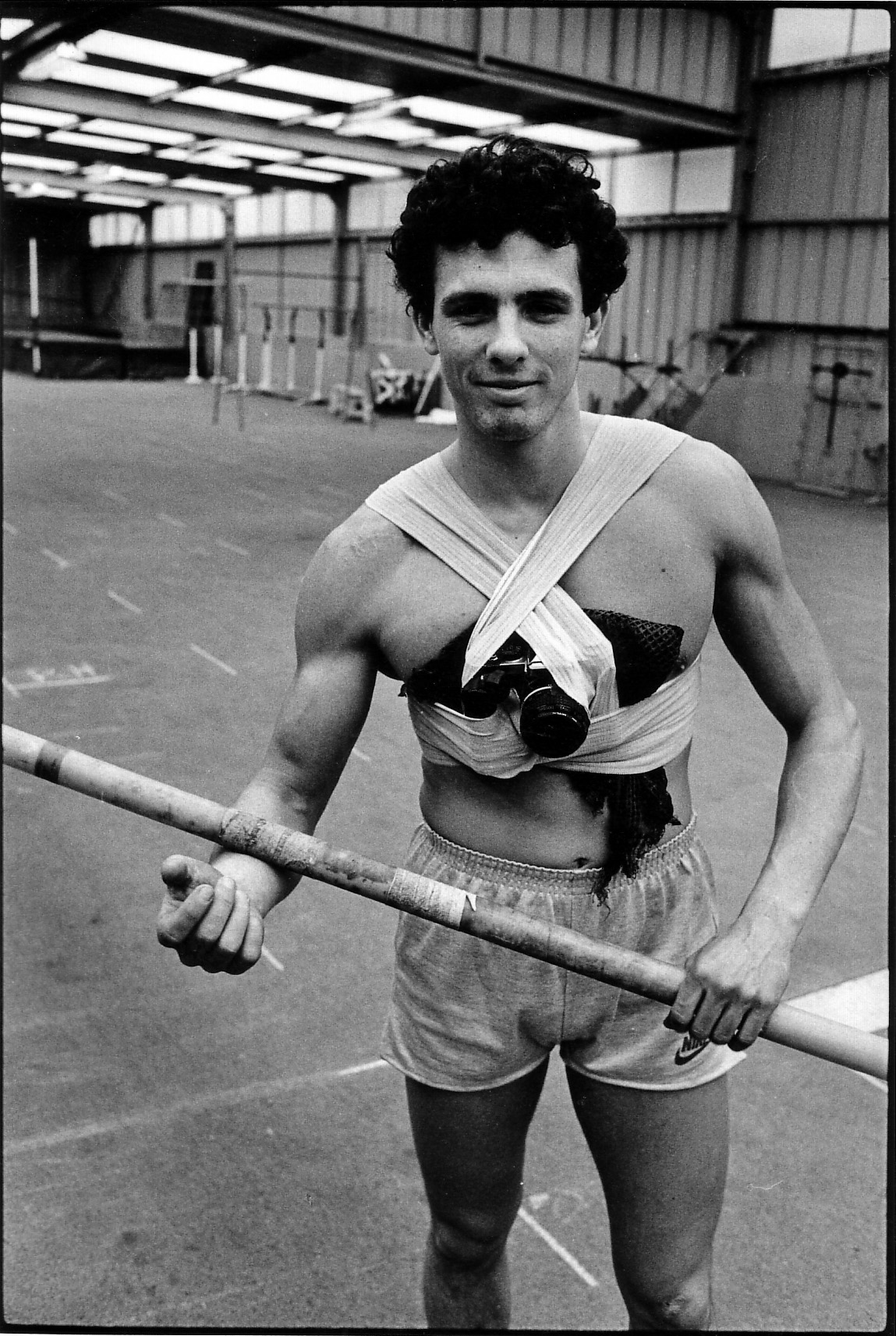
Premiers essais avec Pierre Quinon.  4/1984
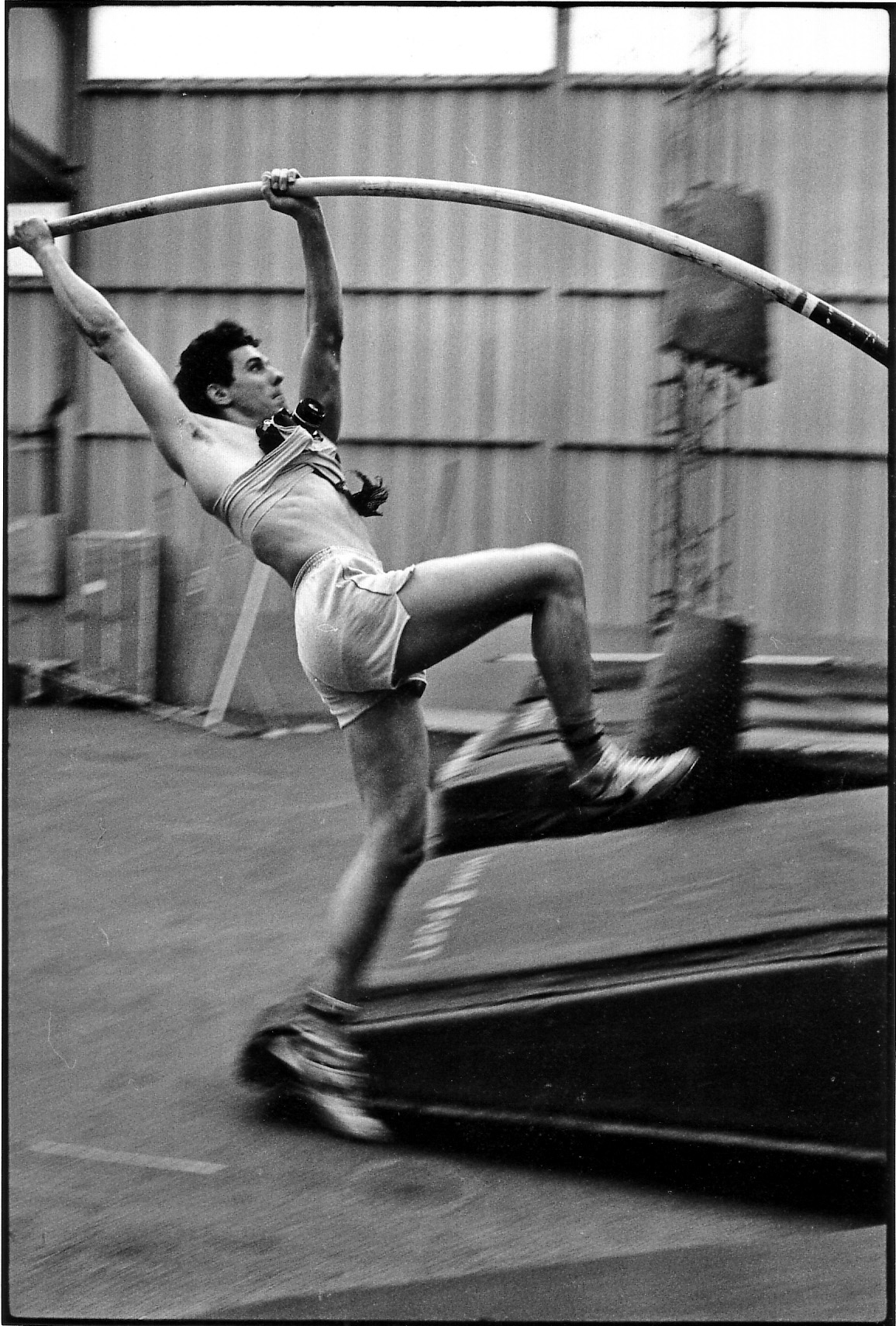
Premiers essais avec Pierre Quinon. 4/1984
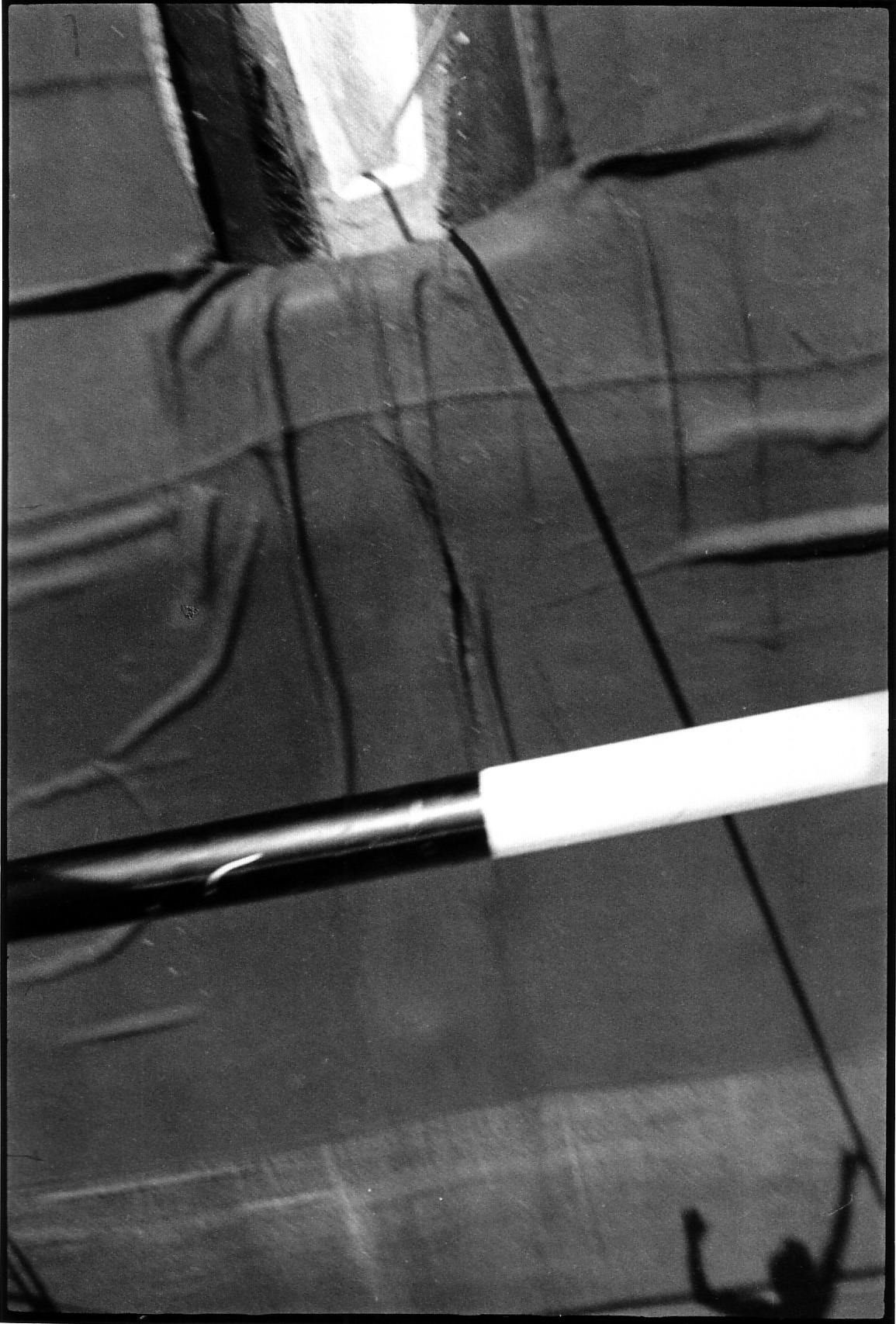
L'ombre de Pierre Quinon. 4/1984

## Palmarès

### International
| Année | Compétition                    | Lieu        | Résultat | Marque |
| ----- | ------------------------------ | ----------- | -------- | ------ |
| 1981  | Championnats d'Europe junior   | Utrecht     | 2e       | 5,30 m |
| 1984  | Championnats d'Europe en salle | Göteborg    | 2e       | 5,75 m |
| 1984  | Jeux olympiques                | Los Angeles | 1er      | 5,75 m |
| 1985  | Finale du Grand Prix           | Rome        | 3e       | 5,70 m |

### National
- Vainqueur des Championnats de France en 1982, 1983 et 1984.

## Records
- Record du monde du saut à la perche avec 5,82 m le 28 août 1983 à Cologne.
- Record personnel de 5,90 m en plein air (16 juillet 1985 à Nice).

## Hommage
Le stade couvert d'athlétisme, inauguré à l'automne 2013 à Nantes a été baptisé de son nom en sa mémoire. En novembre 2013, Alain Billouin publie en hommage à l'athlète Le Paradis bleu de Pierre Quinon, qui retrace la vie du champion olympique.
Un gymnase scolaire porte son nom à Salaise-sur-Sanne et également à Bormes les mimosas (83)
Deux romanciers lui rendent hommage : Ludovic Ninet dans La Fille du van (Serge Safran Éditeur, 2017) et Renaud Dély dans Le grand saut (JC Lattès, 2021).